# La Tâche (wijngaard)

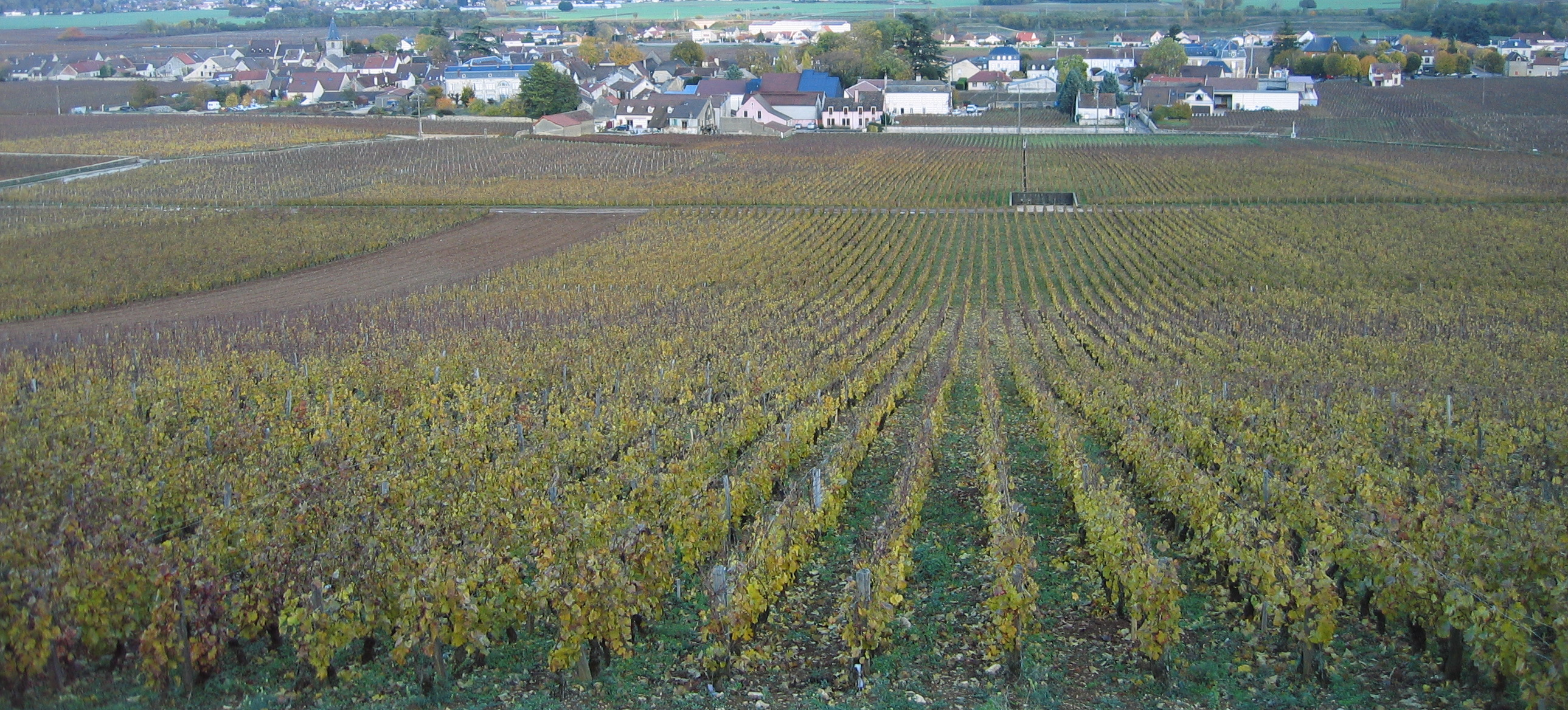
La Tâche van bovenaf gezien

La Tâche is de naam van een Franse grand cru wijngaard gelegen in het dorp Vosne-Romanée dat tot de Côtes de Nuits, Bourgogne behoort.
De wijngaard La Tâche is 6,06 hectare groot en een zogenaamde "monopole" van het beroemde wijnhuis "Domaine de la Romanée-Conti". Hetzelfde geldt voor de nabijgelegen wijngaard Romanée-Conti. La Tâche behoort tot de beste wijngaarden van de Côte-d'Or, één van een handvol met daarin Romanée-Conti, Chambertin, Clos-de-Bèze, La Romanée, Les Musigny en (voor wit) Le Montrachet.

## Kenmerken van de wijngaard
La Tâche is een samenstelling van twee lieu-dits: La Tâche en La Tâche-Gaudichots. De wijngaard ligt ten zuiden van Romanée-Conti en La Romanée en loopt parallel aan die twee wijngaarden, slechts gescheiden door een recente grand cru La Grande-Rue. De wijngaard ligt op een hoogte van tussen de 255 en 300 meter, is aan de top steiler dan aan de onderkant, maar heeft niettemin een uitstekende afwatering.
La Tâche doorloopt een aantal bodemkenmerken: verbrokkelde kalksteen van Prémeaux of wit oöliet bij de top, met een dunne laag kiezelstenen en kalksteen bedekt; aan de onderkant van de helling diepere, rijkere, kleiachtige grond, deels vermengd met fossiele overblijfselen van oesters.
Sinds 1986 wordt La Tâche - net als de overige wijngaarden van Domaine de la Romanée-Conti - biologisch verbouwd. In dat jaar is halverwege de helling van de wijngaard een groot betonnen bassin geplaatst om bovenmatige erosie door de steile helling tegen te gaan. Het water dat van het steile stuk naar beneden komt, komt eerst in het bassin terecht. Als het bassin overloopt wordt dat water via betonnen geulen in de wijngaard naar beneden afgevoerd. Dit voorkomt dat door erosie de toplaag in het bovenste stuk steeds dunner wordt en de toplaag beneden te dik wordt.
In 2001 heeft pedoloog Yves Hérody een uitgebreide studie gemaakt van de bodem van La Tâche. Hij wijst op de uitstekende drainage (afwatering) van de wijngaard, door verschillende geologische lagen met een verschillende waterdoorlaatbaarheid en verschillende chemische samenstelling. Bepaalde delen nemen gemakkelijk water op, andere delen staan juist gemakkelijk water af. Door de hellingshoek in de wijngaard zorgt de druk van bovenaf ervoor dat het water naar de zijkanten wordt geperst. Een ander belangrijk punt is dat er over de helling van de wijngaard constant een warme bries waait, een valwind die onderaan de wijngaard weer omdraait. De temperatuur aan de onderkant van de wijngaard is hierdoor hoger, zodat de bodem snel droogt bij neerslag.

## Geschiedenis
In 1793 schrijven de deskundigen inzake transacties naar aanleiding van de Franse Revolutie over La Tâche: "Gegeven het feit dat La Romanée (van de prins de Conti) niet op de markt te koop is, gaat La Tâche door voor de mooiste wijn van de Bourgogne..."
De oorspronkelijke afmeting van La Tâche is 1 ha 43 a en 45 ca. Van 1815 tot 1933 is het in handen van de familie Liger-Belair, samen met de even beroemde wijngaard La Romanée. Vanwege financiële problemen en erfeniskwesties ziet die familie zich echter genoodzaakt de wijngaard te verkopen. Edmond de Villaine en Jacques Chambon, eigenaren van het Domaine de la Romanée-Conti, verkopen enkele percelen in de premier crus Les Boudots, Aux Malconsorts, Les Petits Monts en Les Beaux Monts om voldoende middelen beschikbaar te krijgen de wijngaard te kunnen kopen.
Vrijwel direct na de aankoop wordt La Tâche samengevoegd met Les Gaudichots, een lieu-dit waarvan de afzonderlijke delen in 1834, 1839 en 1859 door de heer Duvault-Blochet zijn gekocht en daardoor in 1933 in eigendom zijn van Domaine de la Romanée-Conti. Samengevoegd meten deze wijngaarden 4 ha 62 a 95 ca. Reeds in 1932 mogen die samengevoegde delen op basis van een rechterlijke uitspraak worden gebotteld onder de naam La Tâche. Na de aankoop van de wijngaard van de familie Liger-Belair wordt de vroegere wijngaard Les Gaudichots samengevoegd met het oorspronkelijke deel van La Tâche en is er sprake van één wijngaard. Op 11 september 1936 wordt deze per decreet erkend als grand cru.
In 2005 is de gemiddelde leeftijd van de wijnstokken 54 jaar. Regelmatig worden nieuwe wijnstokken aangeplant, zoals in 1998, 2001 en 2005.